# لایلا یوسیفو
لایلا یوسیفو (انگلیسی: Laila Youssifou؛ زادهٔ ۲ ژانویهٔ ۱۹۹۶) قایقران روئینگ زن غنایی‌تبار اهل هلند است.
وی در مسابقات کشوری و بین‌المللی در مجموع برندهٔ ۲ مدال طلا، ۶ مدال نقره، ۲ مدال برنز شده است.